# ジャグリング

10ballsジャグリング

ジャグリング（Juggling）とは、代表的にはトスジャグリング。2つ以上のモノを、空中に投げたり、取ったりする。常に1つ以上のモノが、空間内に浮遊している状態を指している。2025年からは意味が拡大され、いわゆるオブジェクトマニピュレーションとの混同も見られる。広義では、手に保持できる程度の道具を使った、修練の必要な特殊な技能または芸を指す。典型的にジャグリングとみなされる技術には、トスジャグリングのほかにディアボロ、デビルスティック、シガーボックスなどがある。
歴史的には大道芸、サーカスなどの曲芸にて見世物として行われてきた経緯がある。近年はスポーツとしての愛好者が増えた。直接人に見せることを目的とせずに、ジャグリングを楽しむ人も増えている。また、日本でもクラブが数多く設立され、競技会も行われている。

## ジャグリングの歴史

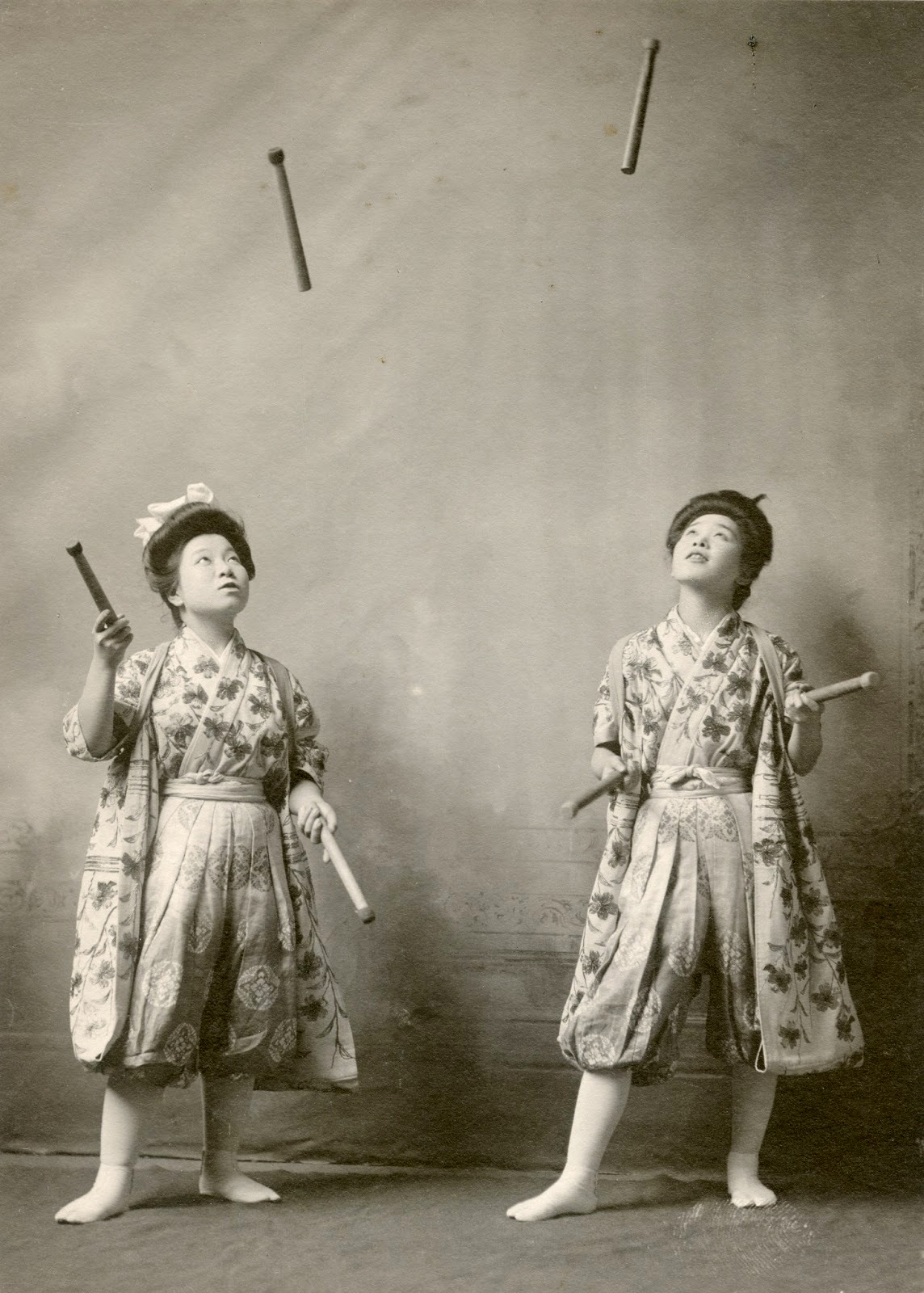
アメリカ巡業をしていた日本人ジャグラー（1908年）。当時日本のジャグラーの技術は高く、物珍しさもあり、海外で人気を集めた。

ジャグリングの記録として最も古いものは、紀元前2000年頃の古代エジプトの王墓の壁画である。それには女性らしき人物が複数の球を空中に投げ上げている様子が描かれている。ほかにも紀元前1000年頃のヒッタイトや中国の殷朝、紀元前500年頃のギリシャに記録が残っている。19世紀頃から、欧米では劇場でジャグリングのパフォーマンスが行われるようになり、次第に文化として認知されるようになっていった。
日本には、奈良時代に中国から伝わったと考えられている。日本の伝承遊びであるお手玉については、聖徳太子が遊んだとされる「石名取玉（ひとなとりだま）」「火取水取玉（ひとりみずとりだま）」という水晶の玉が残っている。これらは東京国立博物館に保存されている。江戸時代、正徳2年（1712年）成立の『和漢三才図会』には、「弄丸」として記載が見られ、鎌などを投げている絵図が見られる。この弄丸の単語自体は、10世紀の『和名類聚抄』巻四・射撃部「雑芸類」にも記述がみられる（説明によれば、中国由来とある）。

## ジャグリングの種類

### トスジャグリング
手に持った、通常複数の道具を空中へ投げたりキャッチしたりを繰り返すことで、空中に1つ以上の道具が浮いている状態を保ち続ける技術である。競技人口も多く、ジャグリングの基礎ともいえる。典型的にはボールやクラブが使われるが、手に保持できる程度の大きさのものなら原理的にはジャグリングできる。
ジャグリングでは同じ個数でも違う投げ方が多く登場する。そういう概念を扱うには「サイトスワップ」が多用されている。
よく使われる道具には、ボール（ビーンバッグ、ロシアンボールなど）、クラブ、リングなどがある。ボールの種類には、他にも、地面や壁で弾ませるバウンスボール、発光することで見栄えを良くしたグローボールなどもある。

### コンタクトジャグリング
身体の上や手の上で道具を転がすジャグリング。典型的には透明なクリスタルボールが使われる。

### バランス
道具を身体の上で立てた状態でバランスを取りつづける。

### オブジェクトマニピュレーション

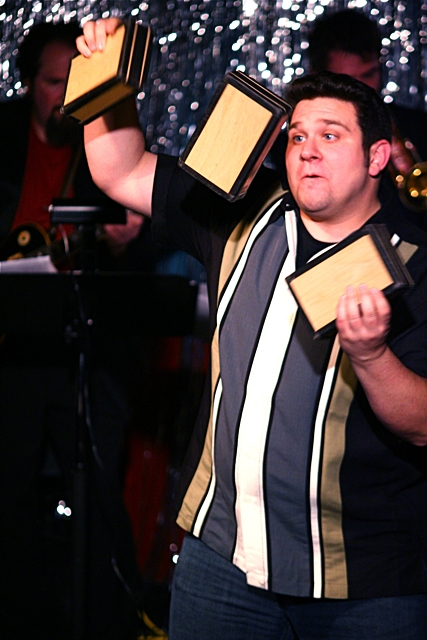
シガーボックスを用いたジャグリング

いわゆる広義のジャグリング。
シガーボックス
直方体の箱。主に3つ以上を使い、挟み込んで箱の位置を入れ替えたりバランスを取ったりするジャグリングに使われる。
デビルスティック
センタースティックと呼ばれる長い棒を、手に持った棒で扱う。複数のセンタースティックを同時に操るテクニックもある。
ディアボロ
中国ゴマとも呼ばれる(厳密には中国ゴマとは異なる)。お椀を2個つなげたようなコマを、2本のハンドスティックに通した糸でディアボロをまわすことにより遠心力をかけ、微調整をしながら安定させ操る。複数のディアボロを同時に操るテクニックもある。
カードフラリッシュ
カードを用いたジャグリング。
ヨーヨー
軸と糸が連結してある。ただし、競技内容や種類によっては連結していないものもある（オフストリングトリックなど）。
ペン回し
手指を用いてペンを操る芸当
シェイカーカップ

ハット
ジャグリング専用の帽子。
トリックロープ

フットバッグ
足技に使われる。ボールと違い殆ど弾まない。
カジノダイス
もっともよくダイススタッキングにつかわれるダイス。
フレア・バーテンディング
バーテンダーがビンやグラス等を投げて行うジャグリング。
傘の曲

けん玉

皿回し

枕返し
積み上げた四角い木の箱を使った日本の伝統芸。昔、罪人が運動不足解消のために木の高枕を投げて玩んだのが起源とされる。

### スイングジャグリング
長さのある棒や重りの付いた紐を振り回すタイプのジャグリング。スタッフ、ポイ、メテオなどが使われる。

## ジャグリングの記録
日本のジャグリングの記録については日本ジャグリング協会の公式記録ページに、また世界記録はJuggling Information Service Committee on Numbers Juggling (JISCON)に収録されている。
2013年12月現在における日本公式記録は
- 5ボールカスケード (秒)
  - 荒木輝臣1時間11分3秒（静岡市立中田小学校 / 2010-05-27 )
- 7ボールカスケード (秒)
  - 酒田しんご2分1秒 ( 大阪市立芸術創造館 / 2013-09-27 )
- 5クラブカスケード (秒)
  - 飯島陽久37分9秒 ( JJF2008 / 2008-10-13 )
- 7クラブカスケード (キャッチ)
  - 佐々木琢衛9キャッチ ( 川口駅前きゅぽら広場 / 2010-8-12 )
- 8リングファウンテン (キャッチ)
  - ミヤム21キャッチ ( 千葉県浦安市中央武道場 / 2010-08-05 )

となっている。
当然非公式な記録でこれを上回る記録も存在する。

## 世界のジャグラー
- 矢部亮
- ジェイソン・ガーフィールド
- アンソニー・ガット
- ライド・ディトマー
- アルバート・ルーカス
- トニー・ダンカン
- ピーター・フランクル
- ショーン・マッキーニー
- トビー・ウォーカー
- マット・ホール
- ステファン・シング
- トーマス・ディーツ
- マクシム・コマロ
- Enrico Rastelli
- Boby May
- Evgeni Biljauer
- Alexander Kiss
- Sergei Ignatov

## ジャグリングの主な大会、祭典

### 日本の大会
- JJF（JAPAN JUGGLING FESTIVAL）：JJA（日本ジャグリング協会）が主催するジャグリングの祭典。HP
- JFF（Japan Fire Festilval）:ファイアーパフォーマンスを主とする祭典。前身はナランハ ファイアー フェスティバル（NFF）である。2007年よりジャパン ファイアー フェスティバル（JFF）に名称を変更した。HP
- ナランハジャグリング祭り：ジャグリングショップのナランハが主催するジャグリングの祭典
- 大道芸ワールドカップin静岡

### 国際的な大会
- ジャグリング・フェスティバル：IJA（国際ジャグラー協会）が主にアメリカで行う大会
- エクストリーム・ジャグリング・コンペディション：20秒間の間、技の難易度やオリジナリティ、クールさ、観客の盛り上がりなどを競う
- WJF：主にラスベガスで行う大会。独自の採点基準により評価される。
- EJC（ジャグリング欧州大会）：年に一度開かれるヨーロッパの大会。数千人のジャグラーが1週間、町を占拠する、世界最大の大会
- BJC（ジャグリング英国大会）：年に一度英国で開かれる大会

## その他
- 日本でのジャグリングの認知度を高めたのは、1999年テレビ東京の番組「TVチャンピオン」で、ジャグラー王選手権で優勝したMr.アパッチである。当時クラウン芸の延長だったジャグリングを、5本のトーチ(たいまつ)7個のボールなど技術の高いジャグリングを披露。今日の競技人口が増えるジャグリングブームの火付け役となる。
- 日本は、近年ジャグリングの発展・普及が著しい「ジャグリング新興国」といわれている。2005年のIJA（世界大会）において矢部亮が個人部門一位、桔梗ブラザーズがチーム部門二位に輝き、ジュニア部門では進藤一宏、青木康明、桔梗崇が表彰台を独占するという快挙を成し遂げた。
- 日本で最も大きなジャグリングサークルは2007年（当時）では東京大学の「マラバリスタ」で、付近住民も参加し構成人数は100人を超えている。1993年、ピーター・フランクルや中嶋潤一郎などにより設立された。